# Sebastian Wiese
Sebastian Wiese (* 12. Januar 1972 in Dresden) ist ein deutscher Schwimmer und Olympiateilnehmer. Der 1,88 m große und 78 kg schwere Athlet startete für den ASK Vorwärts Potsdam, den OSC Potsdam sowie für die Wasserfreunde Spandau 04, für die er zurzeit als Schwimmwart tätig ist.

## Erfolge national
- 400 m Freistil
  - Vizemeister der DDR 1990 (bei den letztmals ausgetragenen DDR-Schwimmmeisterschaften)
  - Deutscher Meister 1992
- Langstrecke
  - Deutscher Meister 1997 über 5 km
  - Vizemeister 1998 über 25 km
  - Vizemeister 2001 über 5 km

## Erfolge international
- Europameisterschaften
  - 1991 in Athen gewann er über 1500 m Freistil in 15:14,30 min Bronze hinter seinem Landsmann Jörg Hoffmann (Gold in 15:02,57 min) und dem Briten Ian Wilson (Silber in 15:03,72 min).
  - Noch besser lief es für ihn 1993 in Sheffield. An die Zeiten von Athen kam zwar auch der alte und neue Europameister Jörg Hoffmann (Gold in 15:13,31 min) nicht heran, aber Wieses Zeit von 15:14,76 min reichte zum Gewinn der Silbermedaille vor dem Slowenen Igor Majcen (Bronze in 15:15,05 min).
  - Eine weitere Silbermedaille gewann er 1999 in Istanbul mit der Langstreckenmannschaft (Team: Peggy Büchse, Britta Kamrau, Angela Maurer, Andreas Maurer, André Wilde und Sebastian Wiese) hinter dem siegreichen Team aus Russland. In der Einzelwertung wurde er über 5 km Zwölfter.
- Wiese nahm an den Olympischen Spielen 1992 in Barcelona sowie 1996 in Atlanta über 400 m Freistil teil.
  - 1992 erreichte er das Finale und kam in 3:49,06 min auf Platz 6 vor Stefan Pfeiffer, dem zweiten deutschen Finalteilnehmer (Gold gewann der Russe Jewgeni Sadowy in der Weltrekordzeit von 3:45,00 min).
  - 1996 qualifizierte er sich lediglich für das B-Finale, wo er in 3:52,37 min Platz 2 (Platz 10 der Gesamtwertung) belegte. Im A-Finale hätte diese Zeit Platz 8 bedeutet.